# Winfried Freudenberg

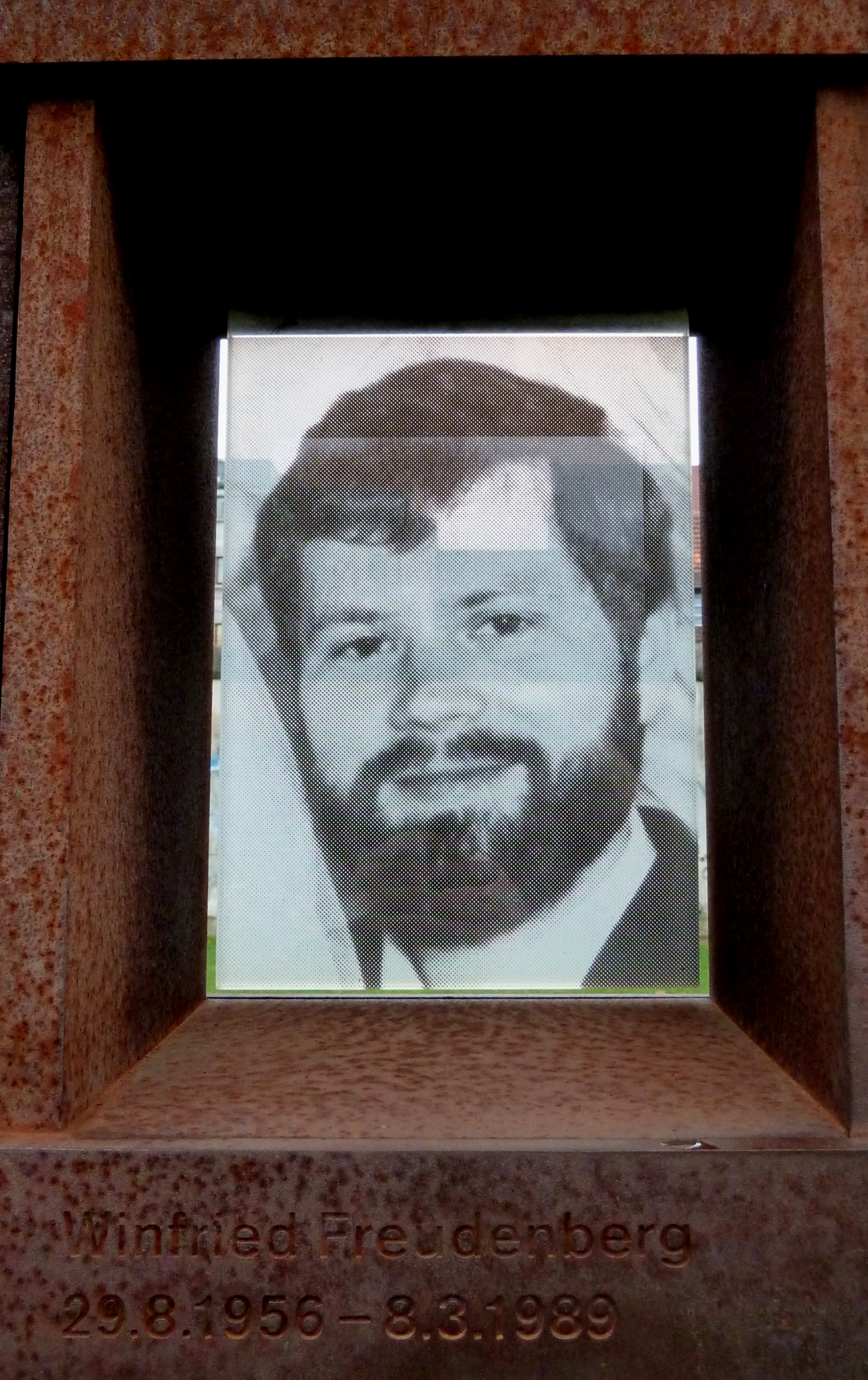
Winfried Freudenberg im Fenster des Gedenkens der Gedenkstätte Berliner Mauer

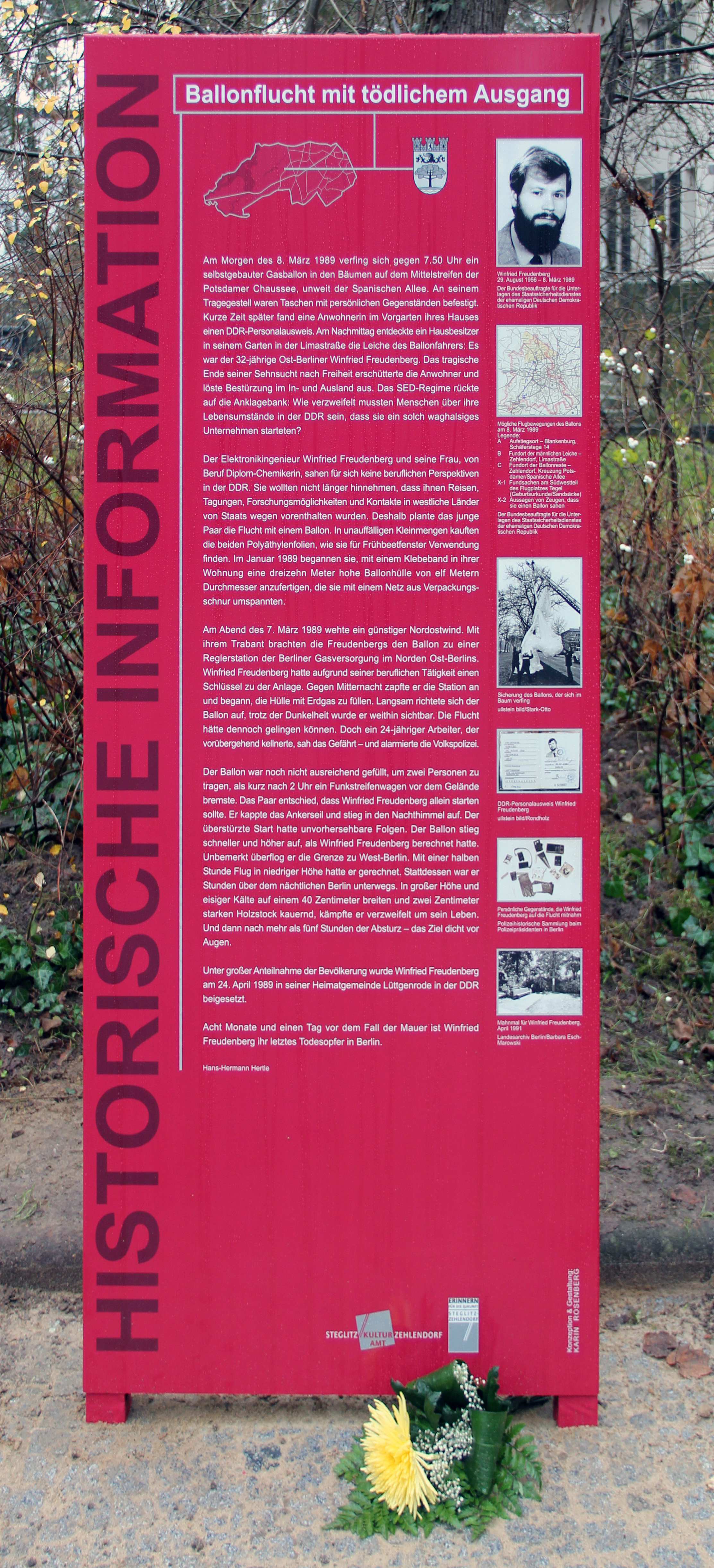
Gedenktafel, Erdmann-Graeser-Weg, Berlin-Zehlendorf

Winfried Freudenberg (* 29. August 1956 in Osterwieck; † 8. März 1989 in West-Berlin) verunglückte bei einem Fluchtversuch mit einem Gasballon von Ost- nach West-Berlin tödlich. Er wurde das letzte Todesopfer bei dem Versuch, von Ost- nach West-Berlin zu gelangen.

## Leben
Im Jahr 1979 hatte die Ballonflucht der Familien Strelzyk und Wetzel deutschlandweites Aufsehen erregt. Zur Vorbereitung seiner Flucht aus der DDR 1989 nahm der Elektroingenieur Winfried Freudenberg eine Arbeitsstelle im Bereich der Gasversorgung des VEB Energiekombinat Berlin an. Zusammen mit seiner Frau konstruierte er einen Ballon, der ihnen als Fluchtmittel dienen sollte.
Nachdem der Wetterbericht günstige Bedingungen für die Nacht vom 7. auf den 8. März 1989 angekündigt hatte, fuhr das Ehepaar in die Nähe des S-Bahnhofs Blankenburg zu der Gas-Reglerstation des Ost-Berliner Energiekombinats an der Straße Schäferstege. Dort bauten sie den Ballon, der aus mehreren zusammengeklebten Polyethylenfolien bestand, über die ein Trägernetz gespannt war, zusammen und befüllten ihn mit Erdgas. Während der Vorbereitungen wurden sie von einem Passanten beobachtet, der die Volkspolizei verständigte. Das Ehepaar bemerkte gegen 2:00 Uhr die Annäherung des Polizeifahrzeuges. Der Ballon war nicht vollständig gefüllt, so dass er nicht das Gewicht beider Person hätte tragen können. Winfried Freudenbergs Frau flüchtete zu Fuß und wurde vor ihrer Wohnungstür festgenommen. Winfried Freudenberg kappte die Halteleinen und stieg rasch auf. Die Polizisten verzichteten wegen der Explosionsgefahr darauf, auf den Ballon zu schießen.
Winfried Freudenberg gelangte mit seinem Ballon über die Grenze nach West-Berlin. Er fuhr mehrere Stunden über West-Berlin, bis er über Berlin-Zehlendorf mit Todesfolge abstürzte und im Vorgarten einer Villa an der Limastraße gefunden wurde.
Die Rekonstruktion der Ballonfahrt ergab, dass er nach dem Start vermutlich sofort auf über 2000 m Höhe aufstieg. Dort herrschten zu dem Zeitpunkt Temperaturen von −6 °C. Winfried Freudenberg war nur leicht bekleidet. Er überquerte den Flughafen Tegel und versuchte durch einen Ballastabwurf auf seine Notlage aufmerksam zu machen, was ihm aber nicht gelang und den Ballon weiter aufsteigen ließ. Auch die Flugüberwachung hatte ihn nicht auf dem Radar. Im Morgengrauen entdeckte ein Spaziergänger den Ballon in großer Höhe über dem Teufelsberg. Zum Zeitpunkt des Nachlassens seiner Kräfte hatte Winfried Freudenberg Westberlin fast komplett von Nord nach Süd überquert und wäre wenige hundert Meter weiter wieder bei Kleinmachnow auf DDR-Gebiet gelangt. Dazu kam es aber nicht mehr. Es ist möglich, dass Winfried Freudenberg einen überstürzten Abstieg einleitete. Ventile zum kontrollierten Gasablassen waren nicht vorhanden. Freudenberg verunglückte tödlich.
Er wurde auf dem Ortsfriedhof von Lüttgenrode, Ortsteil der Stadt Osterwieck, beigesetzt.